# Zdziary Pisaniarskie

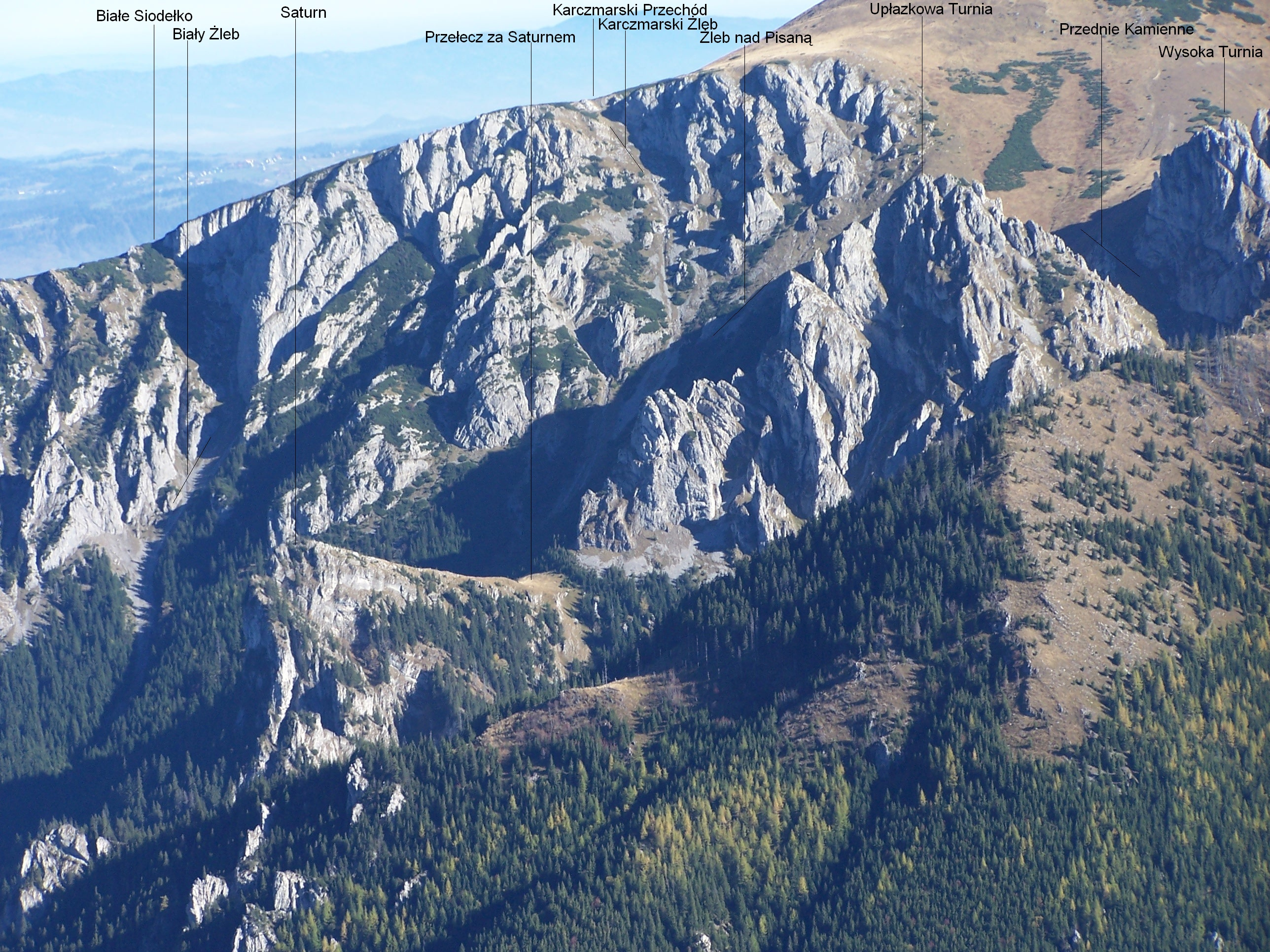
Widok na Zdziary z Ornaku

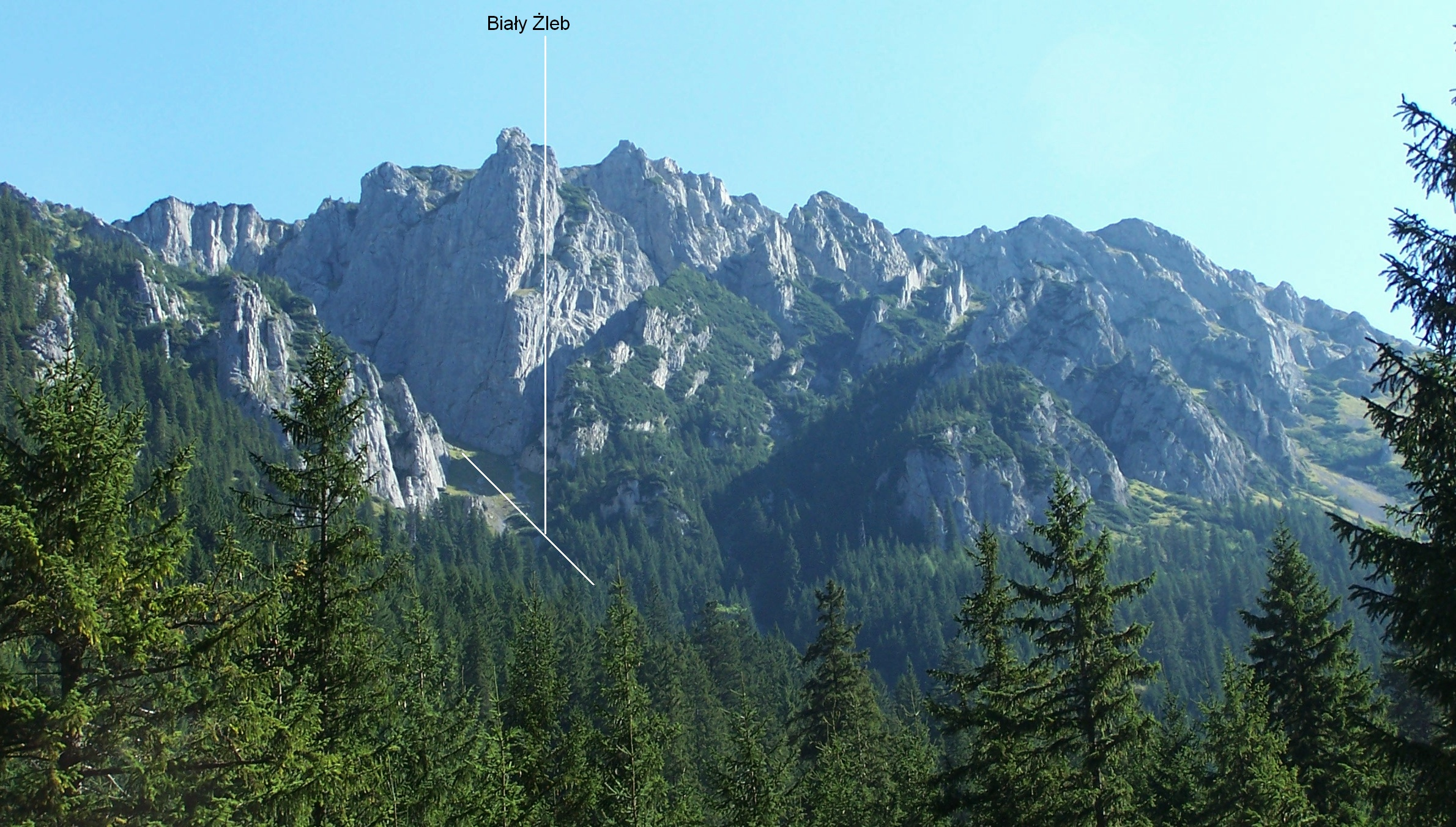
Widok na Zdziary z Polany na Stołach

Zdziary Pisaniarskie – postrzępiony grzbiet górski po wschodniej stronie Doliny Kościeliskiej w Tatrach Zachodnich. Według Wielkiej encyklopedii tatrzańskiej ciągnie się od Upłazkowej Przełączki ponad Pisaniarskim Żlebem w kierunku Organów. Władysław Cywiński w 3. części przewodnika Tatry używa nazwy Zdziary (bez przymiotnika Pisaniarskie) i inaczej określa granice. Według niego Zdziary ciągną się od Białego Siodełka (ok. 1570 m) po Karczmarski Przechód (ok. 1660 m), a ich obramowanie tworzy Pisaniarski Żleb (Żleb nad Pisaną) i jego ramiona: Karczmarski Żleb opadający z Karczmarskiego Przechodu i Biały Żleb opadający z Białego Siodełka.
Zdziary zbudowane są ze skał węglanowych i składają się z wielu ścian i ścianek częściowo porośniętych kosodrzewiną. Najwyższym ich punktem jest skała wznosząca się tuż po północnej stronie Karczmarskiego Przechodu, największe zaś i najbardziej strome są dwie ściany znajdujące się w północnej części Zdziarów, w górnej części Białego Żlebu. Złączone są wybitnym filarem o wysokości około 170 m opadającym do Białego Żlebu. Jest to tzw. „Filar Zdziarów”. Po raz pierwszy pokonał go Leszek Nowiński latem 1968 r. Po obydwu stronach Filara Zdziarów znajdują się dwie ściany; zachodnia opadająca do Białego Żlebu i południowa opadająca do niewielkiego żlebka będącego odnogą Białego Żlebu. W ścianach tych znajdują się nyże, zacięcia, niewielkie okapy i kominy, a taternicy wytyczyli w nich osiem dróg wspinaczkowych, opisanych przez W. Cywińskiego w przewodniku Tatry.
Znajduje się tu też pięć jaskiń: Komin w Żdziarach, Dziura w Ździarach Wyżnia, Dziura w Ździarach, Nyża w Ździarach i Okap w Ździarach.
Zdziary nie są udostępnione turystycznie. Są dobrze widoczne szczególnie ze ścieżki zejściowej od Wąwozu Kraków oraz z Polany Pisanej.